# Даніель Гудьйонсен
Даніель Трістан Гудьйонсен (ісл. Daníel Tristan Guðjohnsen; нар. 1 березня 2006, Лондон) — ісландський футболіст, нападник шведського клубу «Мальме».

## Клубна кар'єра
Виріс в Іспанії, де і почав займатися футболом. Виступав за команди академій «Барселони» і мадридського «Реала».
24 серпня 2022 року перейшов у шведський клуб «Мальме». 4 квітня 2023 року переведений до першої команди «Мальме». 5 червня дебютував за клуб, вийшовши на заміну Гуго Ларссону в матчі Аллсвенскан проти «Дегерфорса». За підсумками сезону 2023 став чемпіоном Швеції в складі «Мальме».
11 жовтня 2023 року англійська газета The Guardian назвала його одним з 60-ти найкращих футболістів світу 2006 року народження.
28 листопада 2024 року в матчі загального етапу Ліги Європи УЄФА проти угорського «Ференцвароша» дебютував у єврокубках. 1 грудня 2024 року в поєдинку Кубка Швеції проти «Торсланди» забив свої перші голи за «Мальме», оформивши хет-трик.

## Кар'єра в збірній
Виступав за збірні Ісландії до 16, до 17 і до 19 років.

## Особисте життя
Його батько, Ейдур, і дід, Арнор, в минулому футболісти, виступали за збірну Ісландії. Старші брати Андрі і Свейдн також професіональні футболісти.

## Статистика виступів
Станом на 1 грудня 2024 
| Клуб              | Сезон             | Чемпіонат         | Чемпіонат | Чемпіонат | Кубок | Кубок | Єврокубки | Єврокубки | Інші  | Інші | Всього | Всього |
| Клуб              | Сезон             | Дивізіон          | Матчі     | Голи      | Матчі | Голи  | Матчі     | Голи      | Матчі | Голи | Матчі  | Голи   |
| ----------------- | ----------------- | ----------------- | --------- | --------- | ----- | ----- | --------- | --------- | ----- | ---- | ------ | ------ |
| Мальме            | 2023              | Аллсвенскан       | 1         | 0         | 0     | 0     | 0         | 0         | —     | —    | 1      | 0      |
| Мальме            | 2024              | Аллсвенскан       | 1         | 0         | 1     | 3     | 1         | 0         | —     | —    | 3      | 3      |
| Всього за кар'єру | Всього за кар'єру | Всього за кар'єру | 2         | 0         | 1     | 3     | 1         | 0         | 0     | 0    | 4      | 3      |

1. ↑  Матчі в Лізі Європи УЄФА

## Досягнення
- Чемпіон Швеції (2): 2023[14], 2024[15]
- Володар Кубка Швеції (1): 2023-24